# Citrus australis
Il limone australiano (Citrus australis (Mudie) Planch., 1858) è un albero della famiglia delle Rutacee, originario della costa orientale dell'Australia (Queensland).

## Descrizione
È un albero spinoso sempreverde di medie dimensioni (fino 20 m), con foglie piccole ed appuntite.
I frutti sono pressoché tondi, da 3 a 5 cm di diametro, con buccia lucida bitorzoluta, piuttosto spessa (5–6 mm), la polpa, acida è di colore verde pallido.